# Arcidiecéze Dublin
Arcidiecéze Dublin (latinsky Archidioecesis Dublinensis) je římskokatolická metropolitní arcidiecéze na území Irska se sídlem v Dublinu, kde se nachází metropolitní prokatedrála P. Marie; dvě tradiční katedrály (kostel Nejsv. Trojice a kostel sv. Patrika jsou v majetku protestantské Church of Ireland. Dublinský arcibiskup používá titul primas Irska (Primate od Ireland), zatímco arcibiskup armagský má titul primas celého Irska (Primate of All Ireland).

## Církevní provincie

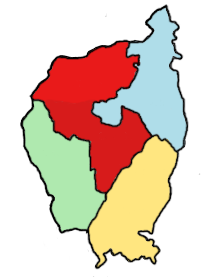
Církevní provincie dublinská

Církevní provincie dublinská byla ustanovena v roce 1152 a zahrnuje následující diecéze: 
- arcidiecéze Dublin (modře) se sufragánními diecézemi:
  - diecéze Ossory (sídlo Kilkenny) zeleně
  - diecéze Ferns (sídlo Wexford) žlutě
  - diecéze Kildare a Leighlin (sídlo Carlow) červeně

## Historie
Teritorium bylo evangelizováno již v 5. století, a pro Irsko je typická podoba církevní organizace, která není založena na diecézích, ale na klášterech. První z biskupů, kteří jsou označováni jako biskupové dublinští, je svatý Livinus, který zemřel roku 633. Už v 11. století, kdy ještě zbytek ostrova žil v církevní organizaci založené na mnišských centrech vzniká právě v Dublinu stabilní diecézní struktura, kdy tamní biskupové jsou svěcení arcibiskupy canterburskými. Na synodě v Kellsu roku 1152 byla diecéze dublinská pozvednuta na metropolitní arcidiecézi. Ve 12. století, po ovládnutí Angličany, se biskupové stali Lordy s právem zasedat v parlamentu. V době anglikánské reformace bylo arcibiskupství často neobsazené, ale nepřestalo nikdy existovat, i když arcibiskupové často pobývali v exilu. Až Roman Catholic Relief Act z roku 1793 dal katolicismu znovu legitimitu, a tak se mohl začít rozvíjet. Arcibiskup John Thomas Troy založil již v roce 1795 Royal College of Saint Patrick, roku 1854 byla zřízena University College Dublin, jejímž prvním rektorem se stal John Henry Newman. V roce 1979 papež Jan Pavel II. navštívil poprvé Irsko. 